# Galeodidae
Galeodidae es una familia de solífugos, un orden de arácnidos carnívoros, relativamente grandes, presentes en todos los países de clima tropical. Aunque se parecen a las arañas (orden Araneae), no guardan con ellas una relación directa. La familia fue descrita científicamente por Carl Jakob Sundevall en 1833, llamándola originalmente Galeodides.
Su tamaño varía entre grandes y medianos, son de color amarillo, rara vez negro y marrón. Hay alrededor de 200 especies, distribuidas entre el sudoeste de Asia, América Central y del Sur y en África, al norte del ecuador; y un pequeño número de especies conocidas en los Balcanes y en la región sur de Europa del Este. La mayoría de los miembros de la familia (aproximadamente 175 especies) pertenecen al género Galeodes.

## Géneros
La familia incluye los siguientes géneros:
- Galeodes Olivier, 1791
- Galeodopsis Birula, 1903
- Galeodumus Roewer, 1960
- Gluviema Caporiacco, 1937
- Othoes Hirst, 1911
- Paragaleodes Kraepelin, 1899
- Paragaleodiscus Birula, 1941
- Roeweriscus Birula, 1937
- Zombis Simon, 1882

- Datos: Q3094578
- Multimedia: Galeodidae / Q3094578
- Especies: Galeodidae